# Guerra Luso-Marata (1729-1732)
A Guerra Luso-Marata de 1729-1732 foi um conflito armado entre o Império Português e a Confederação Marata, que invadiu o Estado português da Índia.

## Contexto
O vice-rei João Saldanha da Gama já antes havia assinado com a Confederação Marata um tratado de paz em 1726, de que resultou na "paz de Baçaim" mas que se revelou breve. Comentou o historiador Alenxadre Lobato que "Como os portugueses já sabiam, por dolorosa experiência, os generais maratas eram homens sem palavra, e só a força podia contê-los em respeito pelo alheio. Portanto a paz de Baçaim valeu como as demais, isto é, nada."
Efectivamente, não obstante o tratado de paz, em Maio de 1729, os maratas sob o comando de Pilaji Jadhavrao atacaram duas aldeias nas proximidades da fortaleza de Damão. Como os maratas muitas vezes desculpavam os seus ataques como sendo obra de salteadores, o comandante das forças portuguesas na região, o general Francisco da Guerra de Mesquita, foi instruído pelo vice-rei a levar a cabo ataques de retaliação limitados contra as cidades maratas fronteiriças de onde tais ataques haviam partido.

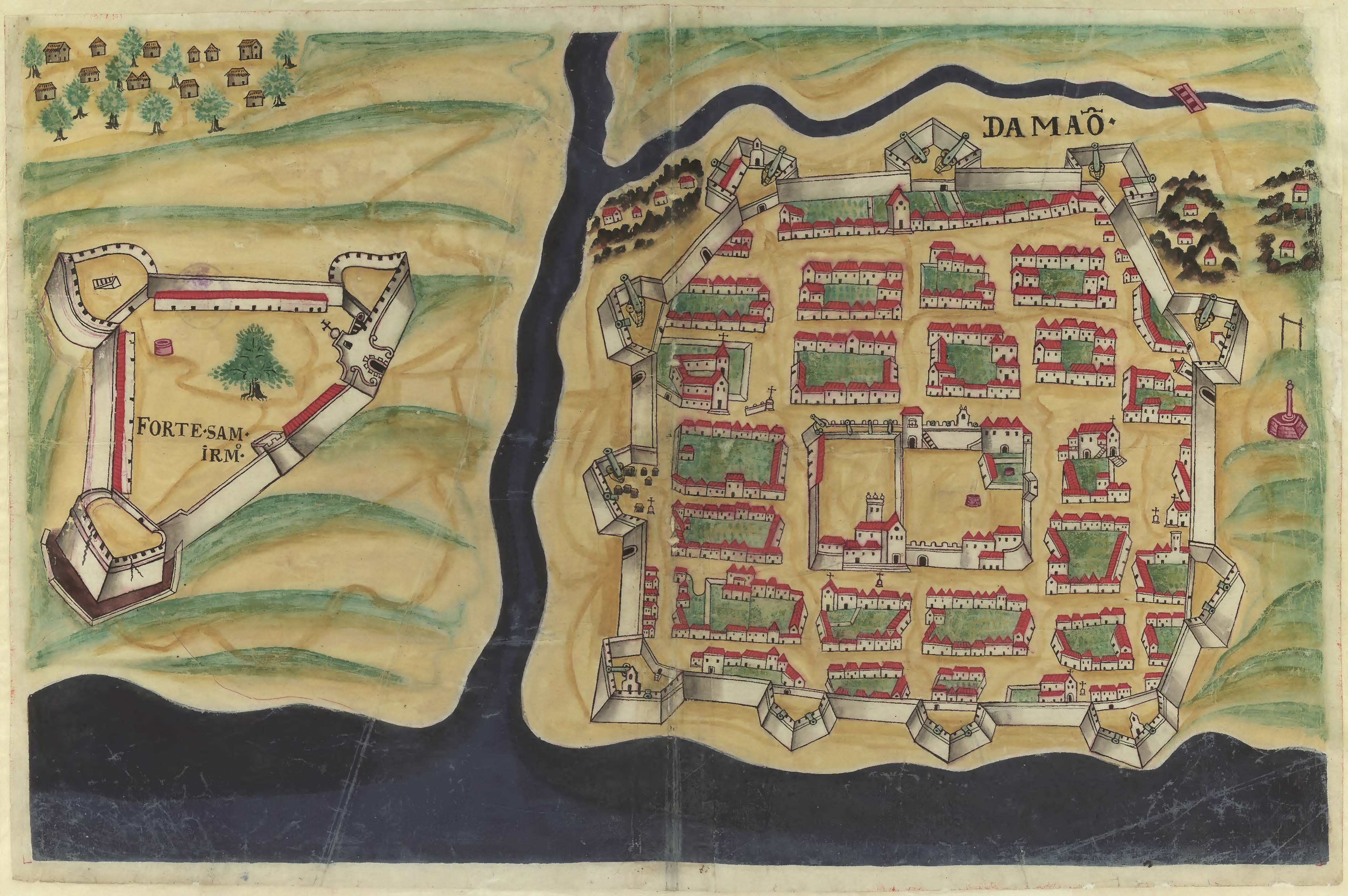
Fortes portugueses de Damão

Os maratas interpretaram a retaliação portuguesa aos seus ataques como um sinal de que o tratado de paz havia sido quebrado. Em finais de Maio de 1730, os maratas invadiram a região em redor de Baçaim e a guerra espalhou-se pela região. Os Maratas nunca tinham atacado o território português com tanta força depois do reinado de Sambhaji.

## Decorrer das hostilidades

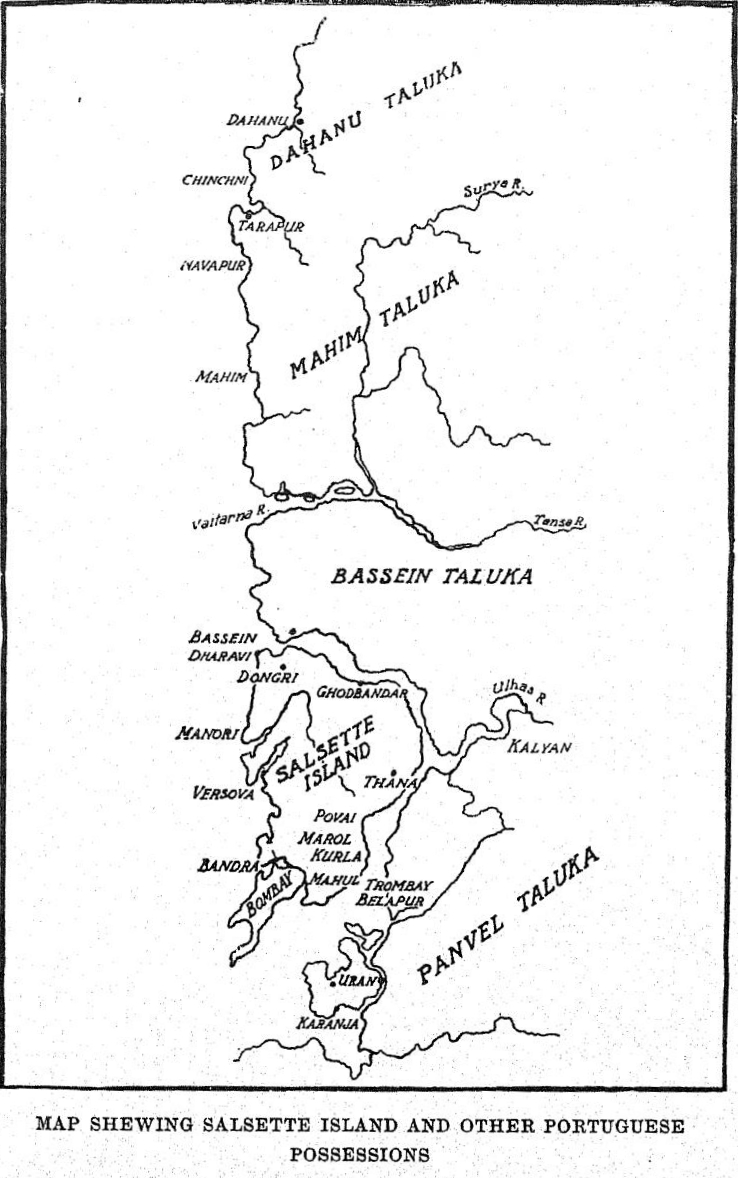
Território português no norte do Concão.

Apesar da superioridade numérica dos maratas, a falta de unidade interna dificultou-lhes as operações militares, e o vice-rei português foi abordado com uma oferta de paz por via do governador da Companhia Inglesa das Índias Orientais, Robert Cowan, em Bombaim. O vice-rei português propôs devolver aos maratas os seus pertences capturados, no entanto, recusou-se a assinar uma paz enquanto todo o território português ocupado pelos maratas não fosse evacuado, ao passo que os maratas se recusavam a devolver os despojos capturados ou fazer a paz, a menos que os portugueses pagassem tributo e permitissem a construção de templos hindus em território seu.
Percebendo que os maratas não selariam a paz a menos que fossem ameaçados directamente, o vice-rei despachou reforços de Goa para o general Guerra de Mesquita, juntamente com instruções para invadir persistentemente o território marata e também se envolver em guerra psicológica e ameaçar baptizar à força os cativos hindus, que no palavras do vice-rei, "eles se ressentem muito", embora o general tenha sido proibido de passar das palavras às acções. Em 28 de outubro de 1730, Bagi Rao escreveu ao governador britânico em Bombaim afirmando: "A disputa entre nós e os portugueses relativamente a Galiana-Biundi é notória, temos conquistado e conquistar-lhes-emos os seus territórios."
Os ingleses ajudaram os portugueses em 1730 com 200 mosqueteiros, dos quais 50 eram europeus e 150 sipaios, mais 250 sipaios e 6 galeotas.
Por então, a escassez de forragem na região ameaçava interromper as incursões da cavalaria marata. Não obstante a sua inferioridade numérica, os portugueses impediram que os maratas tirassem proveito da sua superioridade numérica, travando uma vigorosa guerra ofensiva com um corpo móvel de tropas, que logrou imobilizar os maratas. A 3 de Abril de 1731, o vice-rei decretou a recruta obrigatória de todos os portugueses, excepto os acusados de crimes de lesa-majetade. Chegados os reforços a Baçaim, através de persistentes ataques portugueses, os ataques maratas cessaram.

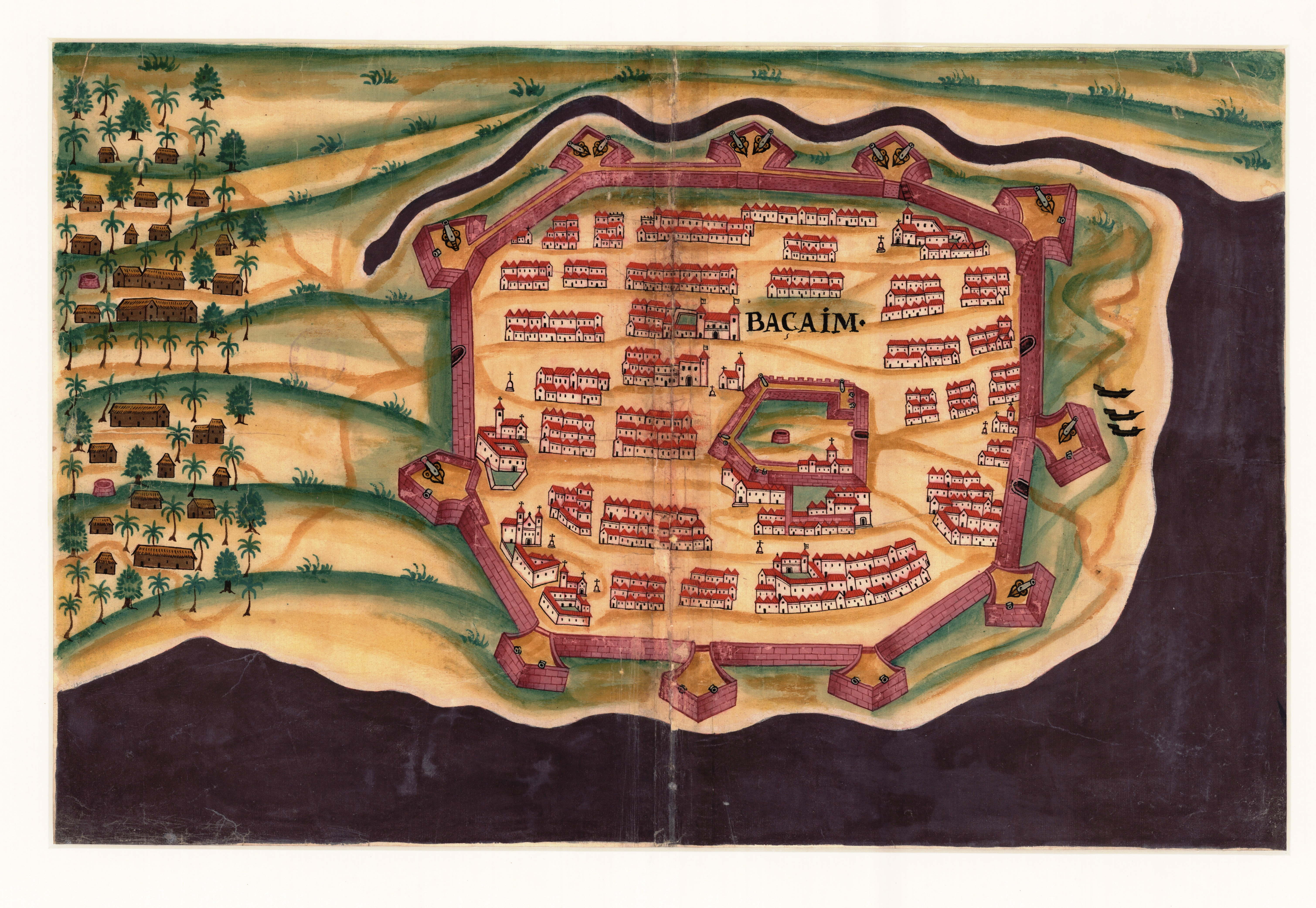
Fortaleza de Baçaim.

O sucesso das armas lusas obrigaram os maratas a recorrer à mesa de negociações. Durante as negociações, porém, em meados de Junho, Pilaji Jadhavrao capturou um forte em Cambá sem disparar um tiro, ao convencer sua guarnição a entregá-lo. Ao que tudo indica, o comandante português Luís de Melo de Sampaio fora convidado para conversações de paz, sob o pretexto de uma trégua e depois preso, sendo mantido como refém até a evacuação do forte. O vice-rei posteriormente criticou Melo de Sampaio por se ter esquecido do protocolo costumeiro de solicitar aos indianos reféns antes das negociações, o que teria revelado o estratagema. Como resultado da traição, os portugueses cancelaram as negociações de paz, prenderam o embaixador marata a sua família e os seus assistentes e as hostilidades continuaram.
Todas as persistentes ofertas maratas de paz em troca de tributo, sem antes se retirarem do território português, foram recusadas pelo vice-rei. Os maratas ameaçaram invadir Goa, capital da Índia portuguesa, mas não lograram intimidar o vice-rei. Ao mesmo tempo, os portugueses procuraram convencer os mogores a atacar os maratas.  Os senhores indianos locais mostraram-se pouco fiáves para qualquer um dos lados, favorecendo inconsistentemente quem lhes parecia ter vantagem ou iniciativa militar.

## Tratado de Bombaim de 1732 e paz

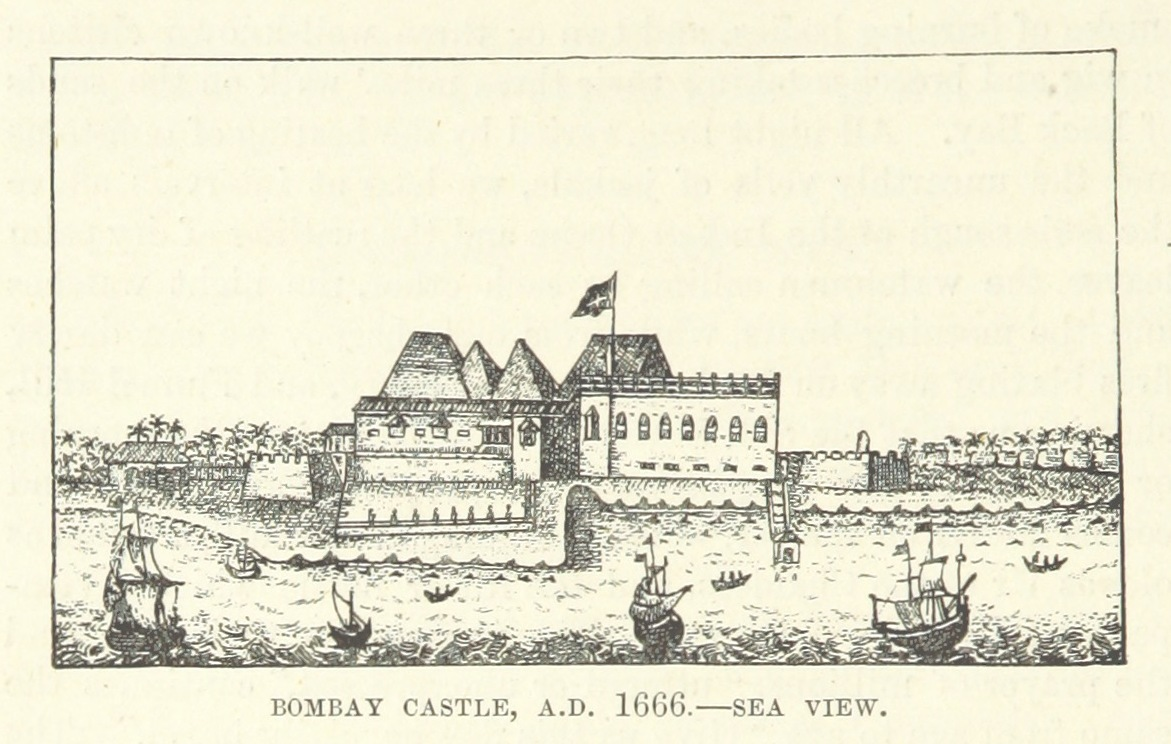
Castelo de Bombaim.

Chegados a janeiro de 1732, os maratas encontravam-se imobilizados já há seis meses e incapazes de combater eficazmente os portugueses, devido a questões internas civis, para além de que um exército mogor sob o comando de Quiliscan se aproximava rapidamente. Muitos maratas começaram a procurar refúgio em território português, ante o avanço dos mogores. Os portugueses prometeram secretamente ajuda aos mogores contra os maratas.
Mediante a intercessão do governador britânico em Bombaim, a 30 de Janeiro foi assinado um tratado de paz no Castelo de Bombaim entre os portugueses, representados por Francisco de Melo de Castro e os maratas, representados por Siva Rama Pandit e Raiagi Ramagi.

## Rescaldo
Os maratas retiraram-se do território português. No entanto, Bajirao planeara retomar as hostilidades contra os portugueses com um ataque à Ilha Salcete a 13 de Março de 1733. A paz revelou-se curta, pois cinco anos mais tarde voltariam os maratas a invadir o território português para sitiar Baçaim. 